# 土佐七雄
土佐七雄（日语：／ Tosashichiyū）是室町時代末期至日本戰國時代於土佐國的7個豪族總稱。

## 起源
土佐國自古以來便是流放罪人的區域，北側有四國山地阻隔，南側則有太平洋，是個完全被孤立的島嶼。在日本南北朝時代中，細川賴益成為守護代入主土佐國而讓土佐國趨於安定，但是因為應仁之亂後的細川氏衰退，在地的豪族們便開始擴張勢力。這就是土佐七雄的起源。

## 一覧
一貫大約是1～2石：
- 本山氏：支配長岡郡5千貫，知名人物有本山茂宗、本山茂辰等。
- 長宗我部氏：支配長岡郡4千貫，知名人物有長宗我部國親、長宗我部元親等。
- 津野氏：支配高岡郡5千貫，知名人物有津野親忠等。
- 大平氏：支配高岡郡4千貫，知名人物有大平元國等。
- 吉良氏：支配吾川郡5千貫，知名人物有吉良親貞、吉良親實等。
- 安藝氏：支配安藝郡5千貫，知名人物有安藝國虎等。
- 香宗我部氏：支配香美郡4千貫，知名人物有香宗我部親泰。

另外還有取代香宗我部氏而領有香美郡的山田氏。
領有幡多郡1萬6千貫的土佐一條氏在下向土佐後成為土佐國司，以正二位的家格成為與七雄以外的存在。